# محمد علي المالكي
محمد علي المالكي (مواليد 4 أبريل 1959) هو عداء سعودي، مثّل بلاده في 100 متر تتابع خلال الألعاب الأولمبية الصيفية 1976.

## المشاركة الأولمبية

### مونتريال 1976
ألعاب القوى – 100 متر تتابع – رجال

#### المجموعة 2
| الرُّتبة | البلد                  | الرياضيون                                                                      | الزمن |
| ------ | ---------------------- | ------------------------------------------------------------------------------ | ----- |
| 1.     | ألمانيا الشرقية (GDR)  | • مانفريد كوكوت • يورغ بفيفر • كلاوس ديتر كورات • ألكساندر ثيم                 | 39.42 |
| 2.     | ألمانيا الغربية (FRG)  | • كلاوس إهل • كلاوس بيلر • ديتر شتاينمان • راينهارد بورشيرت                    | 39.63 |
| 3.     | الاتحاد السوفيتي (URS) | • ألكسندر أكسينين • نيكولاي كوليسنيكوف • جوريس سيلوفز • فاليري بورزوف          | 39.98 |
| 4.     | السنغال (SEN)          | • كريستيان دوروساريو • مومار نداو • باركا سي • أداما فال                       | 40.40 |
| 5.     | تايلاند (THA)          | • أنات راتانبول • سوشارت جيرساروراب • سومساك بونتود • سايان باراتانافونج       | 40.53 |
| 6.     | الكويت (KUW)           | • عبد العزيز عبد الكريم • عبد الكريم العواد • إبراهيم الرابح • عبد اللطيف عباس | 41.61 |
| 7.     | السعودية (KSA)         | • محمد سهلي • محمد علي المالكي • سالم خليفة • حامد علي                         | 42.00 |

مرجع: 

## وصلات خارجية
- محمد علي المالكي على موقع أوليمبيديا (الإنجليزية)